# Курашевцы
Кура́шевцы (укр. Курашівці) — село на Украине, находится в Мурованокуриловецком районе Винницкой области.
Код КОАТУУ — 0522883601. Население по переписи 2001 года составляет 720 человек. Почтовый индекс — 23430. Телефонный код — 4356.
Занимает площадь 2,754 км².

## Религия
В селе действует Свято-Успенский храм Мурованокуриловецкого благочиния Могилёв-Подольской епархии Украинской православной церкви.

## Адрес местного совета
с. Курашевцы, ул. Ленина, 82